# The Irishman (film 2019)
The Irishman è un film del 2019 diretto da Martin Scorsese.
La pellicola, con protagonisti Robert De Niro, Al Pacino e Joe Pesci, è l'adattamento cinematografico del saggio del 2004 L'irlandese. Ho ucciso Jimmy Hoffa (I Heard You Paint Houses), scritto da Charles Brandt e basato sulla vita di Frank Sheeran, riedito in Italia da Fazi Editore nel 2019 col titolo The Irishman.
Il film ha ricevuto dieci candidature ai Premi Oscar 2020, senza vincere nessuna statuetta.

## Trama
In una casa di cura, costretto su una sedia a rotelle, Frank Sheeran, un anziano irlandese-americano, veterano della seconda guerra mondiale, parla del suo passato come sicario per la mafia italo-americana.
Negli anni cinquanta, a Filadelfia, Sheeran lavora come autista di camion per le consegne di carne e inizia a vendere parte del contenuto dei suoi trasporti al gangster locale Felix "Skinny Razor" DiTullio. Nessuno sembra accorgersi di nulla e Frank vende sempre più carne al ristorante di Felix, finché un giorno, all'arrivo a destinazione, il suo camion viene scoperto completamente vuoto e di conseguenza la sua compagnia lo accusa di furto. L'avvocato sindacale Bill Bufalino prende le difese di Sheeran quando questi si rifiuta di fare i nomi dei suoi clienti al giudice. In segno di riconoscenza, Bill presenta Sheeran a suo cugino Russell Bufalino, capo dell'omonima famiglia mafiosa. Entrato in sintonia con Russell, che intuisce il suo senso del rispetto e il suo sangue freddo, Sheeran inizia dunque a svolgere vari "lavori", sia per i Bufalino che per altri membri della malavita del sud di Filadelfia, tra cui "dipingere case", un eufemismo usato per chi commetteva omicidi su commissione.
Per arrotondare, Sheeran accetta a volte di lavorare per altri malavitosi. Mentre sta per sabotare una lavanderia viene scoperto e portato al cospetto di Angelo Bruno, allora il boss più potente di Filadelfia. Bruno lo informa che una parte di quella lavanderia è sua, ma che chiuderà un occhio grazie all'intervento di Russell. Per dimostrare la sua fedeltà, Frank ucciderà in seguito lo stesso mafioso che gli aveva commissionato il sabotaggio. 
La svolta avviene quando Russell presenta presto Sheeran a Jimmy Hoffa, capo del sindacato dei camionisti International Brotherhood of Teamsters (a cui è iscritto lo stesso Frank) che ha legami finanziari con la famiglia Bufalino e si sta difendendo dall'ambizioso collega in erba Anthony Provenzano detto "Tony Pro", capo sezione in New Jersey, così come dalle crescenti pressioni del governo federale sulle sue attività sindacali sospette (era appena stato messo sotto inchiesta da un giovane Robert Kennedy). 
Nel frattempo Frank mostra la sua natura violenta attraverso un forte istinto protettivo verso la sua famiglia, come quando pesta brutalmente il proprietario di un negozio accanto a casa, colpevole di aver spinto la figlia Peggy dopo che questa aveva rovesciato della merce in negozio. Il pestaggio avviene in strada, davanti ai passanti e alla bambina, che comincia a capire quanto sia violenta la realtà frequentata dal padre e per questo negli anni cercherà di allontanarsene. Al tempo stesso Hoffa si avvicina alla famiglia di Sheeran, che è diventato la sua guardia del corpo, e in particolare si affeziona proprio a Peggy, la quale riconosce in Hoffa una figura paterna di cui essere finalmente orgogliosa.
La situazione cambia quando John Fitzgerald Kennedy vince le elezioni presidenziali del 1960. Russell, che come tutta la mafia italo americana ha appoggiato l'elezione grazie all'aiuto del padre del presidente Joseph Kennedy Sr., è soddisfatto. Non è dello stesso avviso Hoffa, che viene preso ancora più di mira dal fratello del Presidente, Robert, ora nominato procuratore generale. L'intento della mafia è comunque chiaro: in cambio della presidenza, Kennedy deve impegnarsi affinché Cuba venga liberata dal regime comunista di Fidel Castro, così che la cosca possa riprendersi le proprietà da lui confiscate e tornare a controllare il fiorente commercio dell'isola. Sheeran aiuta così la CIA a consegnare armi dell'esercito americano agli esuli cubani contrari al regime per appoggiare la poi fallita invasione dell'isola. Nel frattempo Robert Kennedy mette in piedi una squadra di avvocati e investigatori che ha l'unico scopo di incriminare Hoffa. In un primo momento Jimmy sembra avere la meglio al processo, e continua la sua propaganda attraverso il paese per ingrandire il suo sindacato, nominando il mite Frank Fitzsimmons come vice, ma si accorge che Provenzano conquista potere alle sue spalle con metodi disonesti (o almeno più disonesti dei suoi) e per avere intorno collaboratori di fiducia, spinge Frank a candidarsi per dirigere una sezione sindacale: grazie a Hoffa, Sheeran passa ufficialmente da camionista a Presidente della sezione 326, e di questo gliene sarà sempre grato. 
Nel 1963 il presidente Kennedy (forse proprio per non avere rispettato la promessa di riavere Cuba) viene assassinato a Dallas, suscitando una reazione di sconforto comune. Con Bob Kennedy non più procuratore generale, Hoffa si crede al sicuro, ma nel 1967 la squadra di avvocati riesce infine a incriminarlo per aver corrotto la giuria e a farlo condannare a 7 anni di prigione. Mentre Hoffa è in carcere, Fitzsimmons gli succede alla guida del sindacato e sulle prime rimane fedele al suo mentore, ma dopo aver ricevuto le prime intimidazioni incomincia a spendere troppo denaro del fondo pensione del sindacato e a concedere prestiti senza interessi alla mafia: la cosa fa infuriare lo stesso Hoffa, che capisce di aver perso la lealtà del suo braccio destro.
In quel periodo Tony Pro, a sua volta arrestato per estorsione, viene mandato nello stesso carcere di Hoffa e tra i due c'è un'accesa discussione: Tony vuole che Jim si impegni a garantirgli una volta uscito la sua pensione di sindacalista, ma lui si rifiuta, offendendolo con l'espressione "tutti mafiosi" che deteriora irreparabilmente i loro rapporti. 
Nel 1971, dietro una cospicua "donazione", la sentenza di Hoffa viene commutata dal presidente Richard Nixon, sebbene gli venga proibito di partecipare a qualsiasi attività del sindacato fino al 1981. Nonostante le sue condizioni di libertà vigilata, Hoffa intraprende un piano per rivendicare il suo potere in cima ai sindacati organizzati. Purtroppo per lui, però, il sindacato adesso è guidato da Fitzsimmons, che si è ingraziato i boss con i suoi prestiti, e una buona parte dei tesserati è sotto il controllo del direttore, lo stesso Tony Pro. Sheeran convince Hoffa a far pace con Pro nel suo interesse e organizza un incontro informale in Florida. Tony sarebbe disposto ad appoggiarlo per la rielezione a condizione che lui si scusi pubblicamente per averlo insultato anni prima. Hoffa, orgoglioso e irritato per l'arroganza di Tony, finisce per provocare un'altra lite in cui Tony infine lo minaccia di "strappargli le budella e rapire sua nipote". Sfumata quella speranza, Frank e Russell cercano l'aiuto di altri soci in affari, tra cui i boss Anthony Salerno e Anthony Giacalone, che sarebbero pronti a sostenere Jimmy, ma si accorgono che lui, per screditare Fitzsimmons e gli altri che lo hanno tradito, minaccia di divulgare alla stampa e alla TV alcuni segreti sulla criminalità organizzata. La crescente mancanza di rispetto di Hoffa per gli altri leader dei Teamsters e i relativi interessi familiari inizia a preoccupare Russell. 
Durante una cena per celebrare la carriera di Sheeran nell'ottobre del 1973, Russell consegna a Frank un anello d'oro, simbolo del potere acquisito, nominandolo suo protetto, ma lo spinge ad affrontare nuovamente Hoffa per farlo ragionare. Frank mette così in guardia l'amico Jimmy avvertendolo che i capi delle famiglie mafiose non sono contenti del suo comportamento e lui stesso è molto preoccupato per la sua vita. Hoffa non si piega, né con Russel né con Frank e si mostra insolitamente tranquillo. Quando Sheeran gli chiede il motivo di questa sua sicurezza, lui confessa di conoscere cose compromettenti che nemmeno Russell e gli altri sanno che lui sa, e afferma perciò di essere intoccabile e che se gli accadesse qualcosa, finirebbero tutti in prigione.
Nel 1975, Sheeran sta viaggiando in auto con la moglie Irene per andare al matrimonio della figlia di Bill, accompagnando Russell e sua moglie Carrie (poiché Russel non vuole prendere l'aereo e deve sbrigare delle commissioni lungo la strada). Durante il lungo viaggio da Filadefia a Detroit, Frank tenta per l'ultima volta di convincere Jimmy a incontrare Russel, Salerno, Tony Pro e gli altri boss al matrimonio, al fine di risolvere le loro divergenze una volta per tutte, ma Hoffa rifiuta di vedere Tony Pro, sebbene accetti un incontro con Russel nella sua casa al lago. Poco dopo, Russel dice a Sheeran che i capi si sono stancati di Hoffa e hanno sanzionato il suo omicidio. A malincuore, Russell informa Sheeran che proprio lui è stato scelto come esecutore, nel timore che altrimenti egli avrebbe avvertito o salvato Hoffa. I due guidano verso un aeroporto dove Sheeran sale su un aereo per Detroit. Sheeran dice a Hoffa che sarà in città all'inizio della giornata, ma arriva nel tardo pomeriggio. Hoffa, che aveva programmato un incontro in un ristorante locale con Antonio Provenzano e Anthony Giacalone, è sorpreso nel vedere Sheeran arrivare con suo figlio adottivo, Chuckie O'Brien, e il gangster Salvatore "Sally Bugs" Briguglio, uomo di fiducia di Provenzano.
A Hoffa viene detto che l'incontro è stato spostato in una casa dove Provenzano e Russell li aspettano. Jimmy è scettico, ma vede che in auto c'è anche Sheeran che lo rassicura e fidandosi della parola dell'amico, si unisce a loro in macchina. Entrando in casa, Hoffa la trova vuota e si rende conto di essere stato ingannato. Si gira per andarsene, invitando Sheeran a fare lo stesso e a quel punto Sheeran gli spara due volte a distanza ravvicinata, uccidendolo. Egli lascia la pistola sopra il corpo di Hoffa vicino all'ingresso. Dopo, due giovani affiliati cremano il corpo per eliminare tutte le tracce.
La figlia di Sheeran, Peggy, sospettando un coinvolgimento del padre nella scomparsa di Hoffa, decide definitivamente di interrompere ogni contatto con lui e di non rivolgergli mai più la parola. 
Dopo essersi rifiutati di testimoniare in un'indagine sulla scomparsa di Hoffa, Sheeran, Russell, Provenzano, Salerno e molti altri sono infine condannati tra il 1981 e il 1986 con varie accuse non correlate all'omicidio. Uno dopo l'altro, i vecchi gangster iniziano ad ammalarsi e a morire in prigione. Anche l'anziano Russel viene colpito da un ictus e muore poco dopo, non prima di aver confessato a Frank che lui non voleva arrivare a ordinargli di uccidere Jimmy, che considerava un amico.
Nell'ottobre del 1997, a 77 anni e con problemi di salute, Sheeran viene finalmente rilasciato e può tornare a casa, ma due mesi dopo perde anche la moglie a causa di un cancro: non più autosufficiente per via dell'artrosi viene ricoverato in una casa di cura. Cerca di riconciliarsi con le figlie, ma i suoi tentativi hanno successo solo in parte, poiché Peggy, che ha un lavoro in banca e vive fuori Filadelfia, rifiuta d'incontrarlo. Due investigatori dell'FBI gli fanno talvolta visita, nel vano tentativo di convincerlo a dire la verità sulla scomparsa di Hoffa in quanto tutti quelli che voleva proteggere sono morti, ma lui bonariamente rifiuta, fedele al suo giuramento fino all'ultimo. Sheeran si riavvicina comunque alla Fede cattolica e inizia a confessarsi con un sacerdote assegnato alla casa di cura, che lo assolve per i crimini commessi. Ormai vecchio, debilitato e lasciato nella più totale solitudine, Frank si prepara alla morte (che avverrà nel 2003).

## Produzione
Il progetto è stato rifiutato da alcune case di produzione a causa dell'alto budget richiesto, finché Netflix non si è interessata e ha permesso a Scorsese di avviare le riprese.

### Riprese
Le riprese del film sono iniziate nell'agosto 2017 a New York e sono terminate il 5 marzo 2018.
Il budget del film, inizialmente previsto intorno ai 100 milioni di dollari, è salito prima a 125, poi a 140, a causa dei tanti effetti speciali necessari a ringiovanire i protagonisti di trent'anni, causando per questo il passaggio del film dalla Paramount Pictures a Netflix.

### Effetti speciali
La Industrial Light & Magic ha curato gli effetti di ringiovanimento degli attori protagonisti.
Per verificare gli effetti speciali sul ringiovanimento degli attori, nell'agosto del 2015 Scorsese reclutò De Niro per rigirare intere sequenze del film Quei bravi ragazzi; Scorsese, insieme all'effettista Pablo Helman, sottopose le sequenze a vari test informatici ed entrambi rimasero positivamente colpiti dal risultato, tanto da dare il via libera al progetto, partito due anni dopo.

### Colonna sonora
Oltre alle musiche originali di Robbie Robertson, nel film sono inserite molte canzoni legate al periodo storico, tra cui Tuxedo Junction (Glenn Miller & His Orchestra), The Fats Man (Fat Domino), El Negro Zumbon (Flo Sandon's), Delicado (Percy Faith and His Orchestra), You Belong to Me (Jo Stafford), La vie en rose (Edith Piaf), Que Rico el Mambo e Patricia (entrambe di Perez Prado y Su Orquesta), Cry (Johnnie Ray) e tre brani eseguiti da Jerry Vale, Spanish Eyes, Al di là e Fake You Don’t See Her .

## Promozione
Il 22 gennaio 2018 viene diffuso il primo poster ufficiale del film e il 31 luglio 2019 il primo trailer.

## Distribuzione
Il film è stato presentato in anteprima il 27 settembre 2019 al New York Film Festival. Ha avuto una distribuzione limitata nelle sale cinematografiche statunitensi da parte di Netflix a partire dal 1º novembre 2019, per poi essere reso disponibile sulla piattaforma streaming dal 27 novembre.
In Italia, il film è stato presentato in anteprima alla Festa del Cinema di Roma 2019 il 21 ottobre; è stato distribuito nelle sale cinematografiche italiane dalla Cineteca di Bologna dal 4 al 6 novembre 2019 (in alcuni casi la distribuzione è stata prolungata fino al 21 novembre), per poi essere reso disponibile su Netflix dal 27 novembre dello stesso anno, in contemporanea con gli Stati Uniti.

## Accoglienza

### Critica
Dopo l'anteprima al New York Film Festival, il film è stato accolto molto positivamente dai critici presenti in modo unanime, tanto da essere elogiato sotto ogni punto di vista.
Sull'aggregatore Rotten Tomatoes il film riceve il 95% delle recensioni professionali positive, con un voto medio di 8,8 su 10 basato su 468 critiche e lo posiziona al sesto posto dei film meglio recensiti nel 2019, mentre su Metacritic ottiene un punteggio di 94 su 100 basato su 55 critiche e si posiziona al terzo posto dei film meglio recensiti dell'anno.
Per Anna Maria Pasetti de Il Fatto Quotidiano, «... l'ultimo film di Martin Scorsese rimarrà nella memoria collettiva, che segnerà il capitolo definitivo sull'immaginario di un genere fondamentale del cinema americano e non solo». Paolo Mereghetti ha assegnato al film un voto pari a 9 definendolo «testamento capolavoro».
Il Time posiziona il film al secondo posto dei migliori film del 2019, mentre l'American Film Institute lo inserisce tra i migliori dieci film dell'anno. Il critico David Ehrlich di IndieWire.com posiziona la pellicola all'undicesimo posto dei migliori film del 2019.
Jeff Ames, critico di ComingSoon.net, posiziona il film al primo posto tra i migliori del 2019.
Nel gennaio 2020 la rivista Cahiers du cinéma inserisce la pellicola al decimo posto dei migliori film del 2019.

### Primati
Nella prima settimana di programmazione sulla piattaforma Netflix, il film è stato visto da oltre ventisei milioni di utenze. È stato il terzo titolo più popolare dell'anno tra i programmi di Netflix, secondo tra i film, ed è diventato il sesto film originale più visto di sempre su Netflix, con 64 milioni di visualizzazioni.
A fine 2021 risulta essere il sesto film più visto dell'anno.

## Riconoscimenti
- 2020 - Premio Oscar[34]
  - Candidatura per il miglior film
  - Candidatura per il miglior regista a Martin Scorsese
  - Candidatura per il miglior attore non protagonista a Al Pacino
  - Candidatura per il miglior attore non protagonista a Joe Pesci
  - Candidatura per la migliore sceneggiatura non originale a Steven Zaillian
  - Candidatura per la migliore fotografia a Rodrigo Prieto
  - Candidatura per la migliore scenografia a Bob Shaw e Regina Graves
  - Candidatura per il miglior montaggio a Thelma Schoonmaker
  - Candidatura per i migliori effetti speciali a Leandro Estebecorena, Nelson Sepulveda-Fauser e Stephane Grabli e Pablo Helman
  - Candidatura per i migliori costumi a Sandy Powell e Christopher Peterson
- 2020 - Golden Globe[35]
  - Candidatura per il miglior film drammatico
  - Candidatura per il miglior regista di un film a Martin Scorsese
  - Candidatura per il miglior attore non protagonista in un film a Al Pacino
  - Candidatura per il miglior attore non protagonista in un film a Joe Pesci
  - Candidatura per la miglior sceneggiatura di un film a Steven Zaillian
- 2019 - Boston Society of Film Critics Awards[36]
  - Miglior montaggio a Thelma Schoonmaker
  - Secondo posto per il miglior attore non protagonista a Joe Pesci
- 2019 - Camerimage
  - Candidatura per la Rana d'oro al miglior film
- 2019 - Chicago Film Critics Association Awards[37][38]
  - Miglior montaggio a Thelma Schoonmaker
  - Candidatura per il miglior film
  - Candidatura per il miglior regista a Martin Scorsese
  - Candidatura per il miglior attore a Robert De Niro
  - Candidatura per il miglior attore non protagonista a Al Pacino
  - Candidatura per il miglior attore non protagonista a Joe Pesci
  - Candidatura per la miglior sceneggiatura non originale a Steven Zaillian
  - Candidatura per il miglior utilizzo degli effetti speciali
- 2019 - Chicago International Film Festival
  - Miglior film
- 2019 - Golden Trailer Awards
  - Miglior grafica
  - Candidatura per la miglior grafica in uno spot Tv
- 2019 - Hollywood Film Awards[39]
  - Migliori effetti visivi dell'anno a Pablo Helman
  - Miglior attore non protagonista a Al Pacino
  - Miglior produttore dell'anno a Emma Tillinger Koskoff
- 2019 - Matera Hollywood Film Festival[40]
  - Miglior film dell'anno
- 2019 - National Board of Review Awards[41]
  - Miglior film
  - Miglior sceneggiatura non originale a Steve Zaillian
- 2019 - New York Film Critics Circle Awards[42]
  - Miglior film
  - Miglior attore non protagonista a Joe Pesci
- 2019 - San Diego Film Critics Society Awards[43][44]
  - Miglior film
  - Miglior attore non protagonista a Joe Pesci
  - Candidatura per il miglior regista a Martin Scorsese
  - Candidatura per il miglior attore non protagonista a Al Pacino
  - Candidatura per il miglior cast
  - Candidatura per la miglior fotografia a Rodrigo Prieto
  - Candidatura per il miglior montaggio a Thelma Schoonmaker
  - Candidatura per i migliori costumi
  - Candidatura per la miglior scenografia a Bob Shaw
  - Candidatura per la miglior sceneggiatura non originale a Steven Zaillian
  - Candidatura per i migliori effetti speciali
- 2019 - Satellite Award[45]
  - Candidatura per il miglior attore non protagonista a Joe Pesci
  - Candidatura per la miglior sceneggiatura non originale a Steve Zaillian
  - Candidatura per la miglior fotografia a Rodrigo Prieto
  - Candidatura per la migliore colonna sonora originale a Robbie Robertson
  - Candidatura per i migliori effetti visivi a Pablo Helman
  - Candidatura per il miglior montaggio a Thelma Schoonmaker

- 2020 - ASC Award[46]
  - Candidatura per la miglior fotografia a Rodrigo Prieto
- 2020 - Premio BAFTA[47]
  - Candidatura per il miglior film
  - Candidatura per il miglior regista a Martin Scorsese
  - Candidatura per il miglior attore non protagonista a Al Pacino
  - Candidatura per il miglior attore non protagonista a Joe Pesci
  - Candidatura per la migliore sceneggiatura non originale a Steven Zaillian
  - Candidatura per la migliore fotografia a Rodrigo Prieto
  - Candidatura per il miglior montaggio a Thelma Schoomaker
  - Candidatura per la migliore scenografia a Bob Shaw e Regina Graves
  - Candidatura per i migliori costumi a Christopher Peterson e Sandy Powell
  - Candidatura per i migliori effetti speciali a Leandro Estebecorena, Stephane Grabli e Pablo Helman
- 2020 - Capri, Hollywood[48]
  - Miglior film
  - Miglior sceneggiatura a Steven Zaillian
  - Miglior attore non protagonista a Joe Pesci
  - Miglior montaggio a Thelma Schoonmaker
  - Miglior effetti visivi
- 2020 - Cinema Audio Society Award[46]
  - Candidatura per il miglior sonoro in un film live action
- 2020 - Critics' Choice Awards[49][50]
  - Miglior cast corale
  - Candidatura per il miglior film
  - Candidatura per il miglior attore a Robert De Niro
  - Candidatura per il miglior attore non protagonista a Al Pacino
  - Candidatura per il miglior attore non protagonista a Joe Pesci
  - Candidatura per il miglior regista a Martin Scorsese
  - Candidatura per il miglior sceneggiatura non originale a Steven Zaillian
  - Candidatura per la miglior fotografia a Rodrigo Prieto
  - Candidatura per la miglior scenografia a Bob Shaw e Regina Graves
  - Candidatura per il miglior montaggio a Thelma Schoomaker
  - Candidatura per i migliori costumi a Sandy Powell e Christopher Peterson
  - Candidatura per i migliori effetti speciali
  - Candidatura per il miglior trucco
  - Candidatura per la miglior colonna sonora a Robbie Robertson
- 2020 - Directors Guild of America Award[51]
  - Candidatura per il miglior regista a Martin Scorsese
- 2020 - Nastro d'argento[52]
  - Nuovo Imaie-Nastri d'Argento per il doppiaggio a Stefano De Sando per il doppiaggio di Robert De Niro
- 2020 - National Society of Film Critics[53]
  - Candidatura per il miglior attore non protagonista a Joe Pesci
- 2020 - Palm Springs International Film Festival[54]
  - Sonny Bono Visionary Award a Martin Scorsese
- 2020 - Producers Guild of America Awards[55]
  - Candidatura per il miglior film a Jane Rosenthal, Robert De Niro, Emma Tillinger Koskoff e Martin Scorsese
- 2020 - Santa Barbara International Film Festival
  - Kirk Douglas Award for Excellence in Film a Martin Scorsese e Netflix
- 2020 - Screen Actors Guild Award[56]
  - Candidatura per il miglior attore non protagonista cinematografico a Al Pacino
  - Candidatura per il miglior attore non protagonista cinematografico a Joe Pesci
  - Candidatura per il miglior cast cinematografico
  - Candidatura per le migliori controfigure cinematografiche
- 2020 - USC Scripter Award[46]
  - Candidatura per la miglior sceneggiatura a Steven Zaillian
- 2020 - VES Awards[57]
  - Migliori effetti speciali in un film a Pablo Helman, Mitch Ferm, Jill Brooks, Leandro Estebecorena e Jeff Brink
  - Miglior compositing a Nelson Sepulveda, Vincent Papaix, Benjamin O’Brien e Christopher Doerhoff
- 2020 - Writers Guild of America Award[58]
  - Candidatura per la miglior sceneggiatura non originale a Steven Zaillian
- 2021 - Saturn Award[59]
  - Candidatura per il miglior film thriller